# Monterey (Massachusetts)
Monterey város az USA Massachusetts államában, Berkshire megyében. Lakosainak száma 1095 fő (2020. április 1.).

## Népesség
A település népességének változása:

| 2010 | 961   |
| 2020 | 1 095 |